# Jedinična kružnica
Jedinična, brojevna ili trigonometrijska kružnica definirana je kao kružnica sa središtem u ishodištu koordinatnog sustava (0, 0) i polumjerom odnosno radijusom 1. Jedinična kružnica siječe x-os u točkama (-1,0) i (1,0) i y-os u točkama (0, 1) i (0, -1).
Ortogonalna projekcija točke {\displaystyle A(x,y)} na x-os je {\displaystyle A_{1}(x,0)}, a na y-os {\displaystyle A_{2}(0,y)}. Dužine {\displaystyle OA_{1}} i {\displaystyle OA_{2}} su katete pravokutnog trokuta {\displaystyle OA_{1}A_{2}} čije su dužine x i y.
{\displaystyle \cos \theta } je horizontalna, a {\displaystyle \sin \theta } vertikalna dužina. Kut {\displaystyle \theta } je u standardnom položaju. Prema definicijama funkcija sinus i kosinus dobivamo sljedeće jednakosti:
{\displaystyle \sin \theta ={\frac {y}{1}}=y}
{\displaystyle \cos \theta ={\frac {x}{1}}=x}
{\displaystyle \operatorname {tg} \theta ={\frac {y}{x}}}
Ako su (x, y) točke na kružnici u prvom kvadrantu, onda su x i y katete pravokutnog trokuta (isječci na x i y osi, respektivno) čija je hipotenuza (polumjer) 1. Prema Pitagorinom poučku x i y zadovoljavaju jednadžbu
{\displaystyle x^{2}+y^{2}=1}
Budući da uvijek vrijedi {\displaystyle x^{2}=(-x)^{2}}, prethodna jednadžba vrijedi za sve točke (x, y) na jediničnoj kružnici, a ne samo za prvi kvadrant.

## Trigonometrijske funkcije
Uz pomoć trigonometrijskih funkcija kod pravokutnih trokuta mogu se prikazati odnosi između koordinata i kutova na jediničnoj kružnici.
Trigonometrijske funkcije sinus i kosinus mogu se na jediničnoj kružnici definirati na sljedeći način: ako je (x, y) točka na jediničnoj kružnici i ako dužina od ishodišta do točke (x, y) čini kut t s pozitivnim dijelom apscise (u smjeru suprotnim od smjera kazaljke na satu), tada vrijedi:
{\displaystyle \cos \theta =x}
{\displaystyle \sin \theta =y}
Jednadžba {\displaystyle x^{2}+y^{2}=1} daje poznatu relaciju
{\displaystyle \cos ^{2}\theta +\sin ^{2}\theta =1}
|             | α        | sin α | cos α | tg α | cotg α |
| ----------- | -------- | ----- | ----- | ---- | ------ |
| 1. kvadrant | 0–90°    | +     | +     | +    | +      |
| 2. kvadrant | 90–180°  | +     | −     | −    | −      |
| 3. kvadrant | 180–270° | −     | −     | +    | +      |
| 4. kvadrant | 270–360° | −     | +     | −    | −      |

Jedinična kružnica također daje uvid da su sinus i kosinus periodične funkcije jednakostima:
{\displaystyle \cos t=\cos \left(2k\pi +t\right)}
{\displaystyle \sin t=\sin \left(2k\pi +t\right)}
za svaki cijeli broj k.
Ove jednakosti polaze od činjenice da x i y koordinate točke na krugu ostaju iste ako kut t napravi bilo koji broj okreta po kružnici (1 okret = 360° = 2π radijana).
Pri radu s pravokutnim trokutima, sinus i kosinus, kao i ostale trigonometrijske funkcije imaju smisla samo ako je kut veći od 0 i manji od {\displaystyle {\frac {\pi }{2}}}. Koristeći jediničnu kružnicu, ove funkcije dobivaju smisao za bilo koju realnu vrijednost kuta. Ako je točka A točka jedinične kružnice onda su njene koordinate
{\displaystyle A(0)=A(2\pi )=(1,0)}
{\displaystyle A(\pi /2)=(0,1)}
{\displaystyle A(\pi )=(-1,0)}
Druge točke su određene koordinatama {\displaystyle \left({\frac {1-t^{2}}{1+t^{2}}},{\frac {2t}{1+t^{2}}}\right)}
Zamjenom {\displaystyle t={\frac {p}{q}}} dobivamo Pitagorine trojke {\displaystyle (q^{2}-p^{2},2pq,q^{2}+p^{2})}.

## Kompleksna ravnina
U kompleksnoj ravnini jedinična kružnica predstavljena je skupom {\displaystyle G\subset \mathbb {C} }
{\displaystyle G=\{z:\operatorname {Re} (z)^{2}+\operatorname {Im} (z)^{2}=1\}=\{z:z=e^{i\phi },0\leq \phi <2\pi \}}
Jedinična kružnica pojavljuje se i u polarnom rastavu kompleksnog broja:
{\displaystyle z=re^{i\varphi }=r\left(\cos \varphi +i\sin \varphi \right)=r\operatorname {cis} \phi }
Faktor eiφ koji opisuje fazu broja nalazi se na jediničnoj kružnici.
Ta kružnica ima i druga korisna svojstva. Primjerice, bilo koja realna potencija broja na jediničnoj kružnici također se nalazi na jediničnoj kružnici, što olaškava potenciranje kompleksnih brojeva:
{\displaystyle z^{a}=r^{a}\left(e^{i\varphi }\right)^{a}=r^{a}e^{ia\varphi }=r^{a}\operatorname {cis} a\varphi }